# Ewgeni Enew
Ewgeni Enew (bulgarisch Евгени Енев, engl. Transkription Evgeni Enev; * 13. November 2001) ist ein bulgarischer Leichtathlet, der sich auf den Stabhochsprung spezialisiert hat.

## Sportliche Laufbahn
Erste internationale Erfahrungen sammelte Ewgeni Enew im Jahr 2021, als er bei den Balkan-Hallenmeisterschaften in Istanbul mit übersprungenen 5,00 m den siebten Platz belegte. Ende Juni gelangte er dann bei den Freiluftmeisterschaften in Smederevo mit derselben Höhe auf Rang acht. Im Jahr darauf erreichte er bei den Balkan-Hallenmeisterschaften in Istanbul mit 5,00 m den siebten Platz und wurde bei den Freiluftmeisterschaften in Craiova mit 5,10 m Fünfter. 2023 wurde er bei der 2. Liga der Team-Europameisterschaft im Rahmen der Europaspiele in Chorzów mit 5,20 m Fünfter und schied daraufhin bei den U23-Europameisterschaften in Espoo mit 5,05 m in der Qualifikationsrunde aus. Anschließend belegte er bei den Balkan-Meisterschaften in Kraljevo mit 5,00 m den sechsten Platz. Im Jahr darauf gelangte er bei den Balkan-Meisterschaften in Izmir mit 4,80 m auf Rang sieben.
In den Jahren 2021 und 2023 wurde Enew bulgarischer Meister im Stabhochsprung im Freien sowie 2020 und von 2022 bis 2024 in der Halle.